# Macha-Oromo
Die Macha (auch Mecha, Matcha, Macca oder Mäč̣č̣a) sind eine Untergruppe der Oromo im Westen Äthiopiens. Sie leben südlich des Blauen Nils (Abbai) im nordwestlichen Teil der Region Oromia bzw. in Teilen der ehemaligen Provinzen Wellega, Illubabor, Kaffa und Shewa. Ein kleiner Teil von ihnen lebt auch nördlich des Blauen Nils im Gebiet Wambara im ehemaligen südlichen Gojjam.
Das Gebiet der Macha ist ein Hochplateau mit wellenförmigen Hügeln und einigen höheren Bergmassiven. Traditionell siedeln die Macha kaum unterhalb von 1500 Metern Höhe, da dort die Gefahr von Schlafkrankheit und Malaria bestehen würde.

## Geschichte
Die Macha gelangten in der zweiten Hälfte des 16. Jahrhunderts im Zuge der allgemeinen Expansion der Oromo in das Gebiet südlich des Blauen Nils. Die zuvor dort bestehenden Staatsgebilde waren infolge der Kriege zwischen dem äthiopischen Kaiserreich und dem Sultanat Adal unter Ahmed Grañ und durch Kampagnen und Sklavenraubzüge christlicher Kriegsherren und Könige bereits zerstört, die ansässige Bevölkerung dezimiert. Der äthiopische Mönch Bahrey als wichtigster Chronist der Oromo-Wanderungen nennt die Macha und die Tulama als Untergruppen der Borana und erwähnt verschiedene Clans und Abstammungslinien der Macha.
Die Niederlassung der Macha in ihrem heutigen Gebiet scheint in kleineren Gruppen erfolgt zu sein und nicht etwa durch größere Segmente, sodass dieselben Clan-Namen jeweils an zahlreichen Orten des Gebietes vertreten sind. Die bereits vorhandene, wohl omotisch- und nilosaharanisch-sprachige Bevölkerung wurde unterworfen, als gabaro (auch gabbaro oder gabar, Oromo für „diejenigen, die dienen“) bezeichnet und allmählich assimiliert und in die Clanstrukturen der Macha aufgenommen.
Die Macha hatten ursprünglich ein gemeinsames gada-System mit den Tulama, dessen Zentrum (cheffe) südlich des heutigen Addis Abeba lag. Gegen Ende des 16. Jahrhunderts etablierten die Macha jedoch ihr eigenes gadaa mit cheffe in Odaa Bilii/Tute Bisil im oberen Gibe-Tal. Ein Mann namens Makkoo Bilii rief dort das eigenständige gadaa der Macha aus. In ihren Überlieferungen machen sich Tulama und Macha gegenseitig für diesen Bruch verantwortlich.
1963 wurde die „Macha-und-Tulama-Selbsthilfevereinigung“ (Macha and Tulama Self-Help Association) vor allem von Oromo, aber auch von Angehörigen anderer Volksgruppen in Südäthiopien gegründet. Diese befasste sich zunächst vor allem mit lokalen Fragen und der Förderung der Entwicklung vor Ort, begann sich aber bald auch für politische und kulturelle Freiheiten für alle Oromo einzusetzen. Infolgedessen wurde sie 1967 verboten. 1994 wurde eine Nachfolgeorganisation gegründet, die 2004 wiederum verboten wurde.